# Dixon (Californië)
Dixon is een plaats (city) in de Amerikaanse staat Californië, en valt bestuurlijk gezien onder Solano County.

## Demografie
Bij de volkstelling in 2000 werd het aantal inwoners vastgesteld op 16.103.
In 2006 is het aantal inwoners door het United States Census Bureau geschat op 17.652, een stijging van 1549 (9.6%).

## Geografie
Volgens het United States Census Bureau beslaat de plaats een oppervlakte van
17,3 km², waarvan 17,1 km² land en 0,2 km² water. Dixon ligt op ongeveer 19 m boven zeeniveau.

## Plaatsen in de nabije omgeving
De onderstaande figuur toont nabijgelegen plaatsen in een straal van 32 km rond Dixon.